# Großsteingrab Grabow

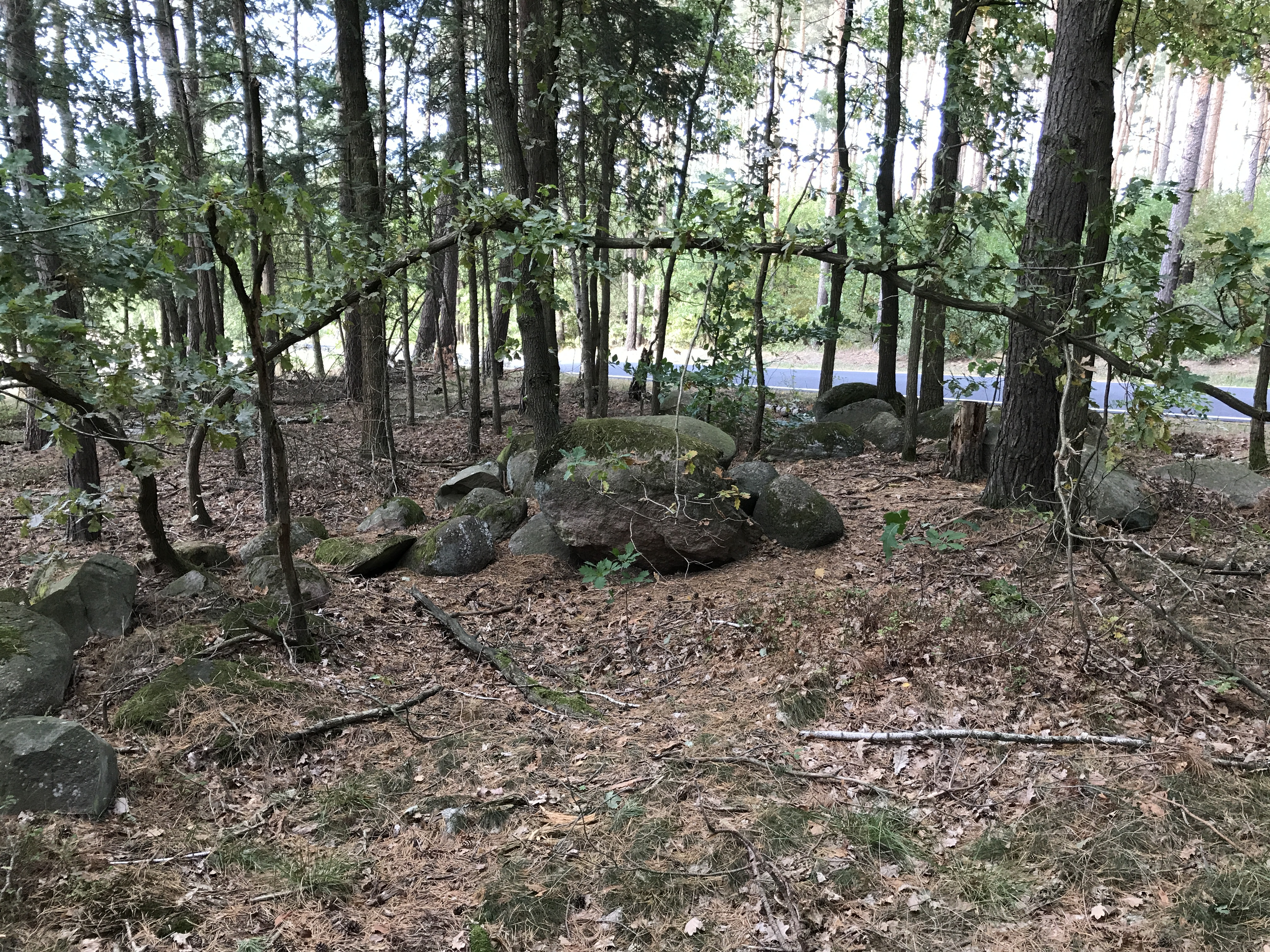

Das Großsteingrab Grabow (auch Großsteingrab Friedensau) ist eine jungsteinzeitliche Grabanlage nahe Friedensau, einem Stadtteil von Möckern im Landkreis Jerichower Land in Sachsen-Anhalt.

## Lage
Das Grab liegt etwa 500 Meter nördlich von Friedensau im Forst direkt an der Straße nach Grabow.

## Beschreibung
Die Anlage ist stark zerstört und besitzt eine 40 m lange Umfassung sowie eine Grabkammer mit vier erhaltenen Decksteinen. Zur Ausrichtung der Anlage und zu den Maßen der Kammer liegen keine Angaben vor. Der genaue Grabtyp ist unbekannt.